# Ascidia mediterranean
Ascidia mediterranean är en sjöpungsart som beskrevs av Pérès 1959. Ascidia mediterranean ingår i släktet Ascidia och familjen Ascidiidae. Inga underarter finns listade i Catalogue of Life.